# Tabby

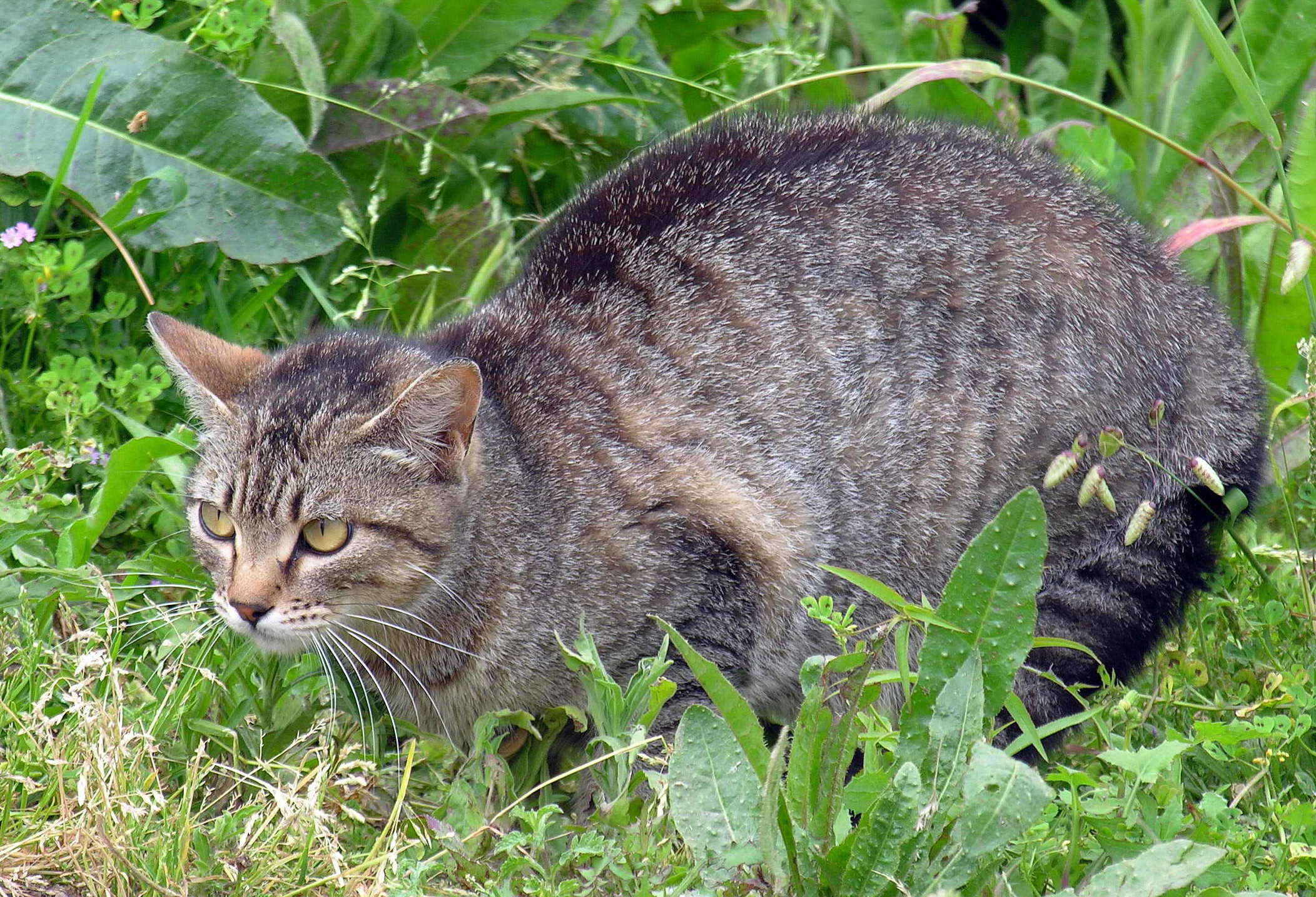
Getigerte Katze

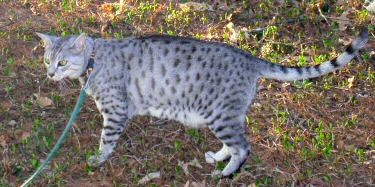
Getupfte Katze (Ägyptische Mau)

Tabby bezeichnet die typischen Fellzeichnungen von Katzen, wenn die Katze nicht einfarbig oder einfarbig mit weiß ist. Es werden dabei die Muster getigert, gestromt, getupft und getickt unterschieden.

## Die Tabbymuster

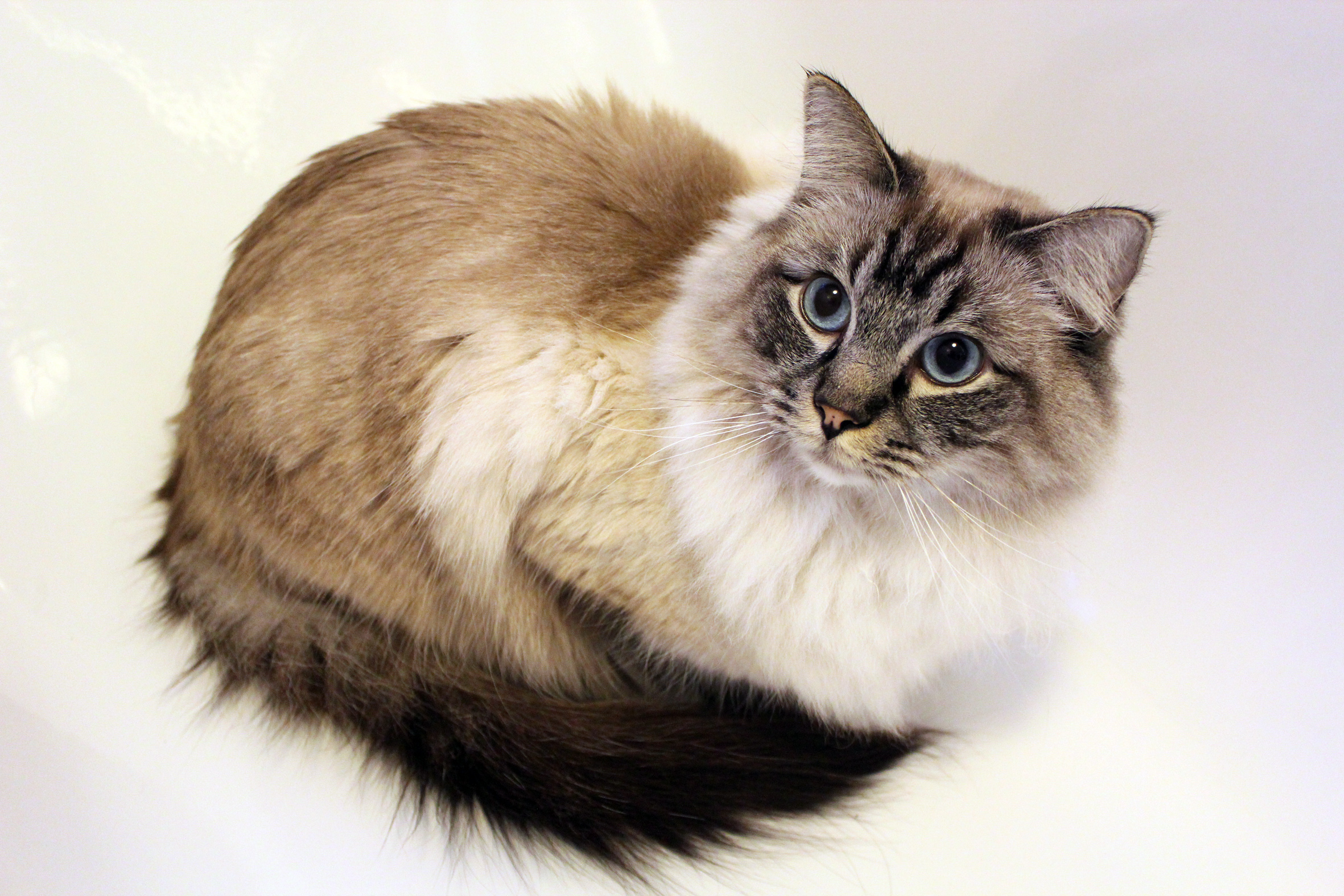
Ragdoll-Kater mit prototypischen Tabby-Mustern im Kopfbereich: M-förmige Stirn-Zeichnung sowie hellere Augen- und Ohrenumrandung.

Allen Tabbymustern gemeinsam ist eine M-förmige Zeichnung auf der Stirn in der Grundfarbe. Weitere Merkmale für das Vorliegen einer Zeichnung sind eine hellere Augenumrandung, auch als „Tabby-Brille“ bezeichnet, und eine hellere Umrandung der Ohren. Speziell manche rote Katzen werden oft fälschlich als „Tabby“ bezeichnet, obwohl sie genetisch Non-Agouti, also eigentlich zeichnungsfrei sind, da bei ihnen die eigentlich unterdrückte Zeichnung als „Geisterzeichnung“ noch deutlich sichtbar sein kann. Hier können Augen- und Ohrenumrandung hilfreiche Indizien zur Erkennung des Tabby sein.

### Getigert

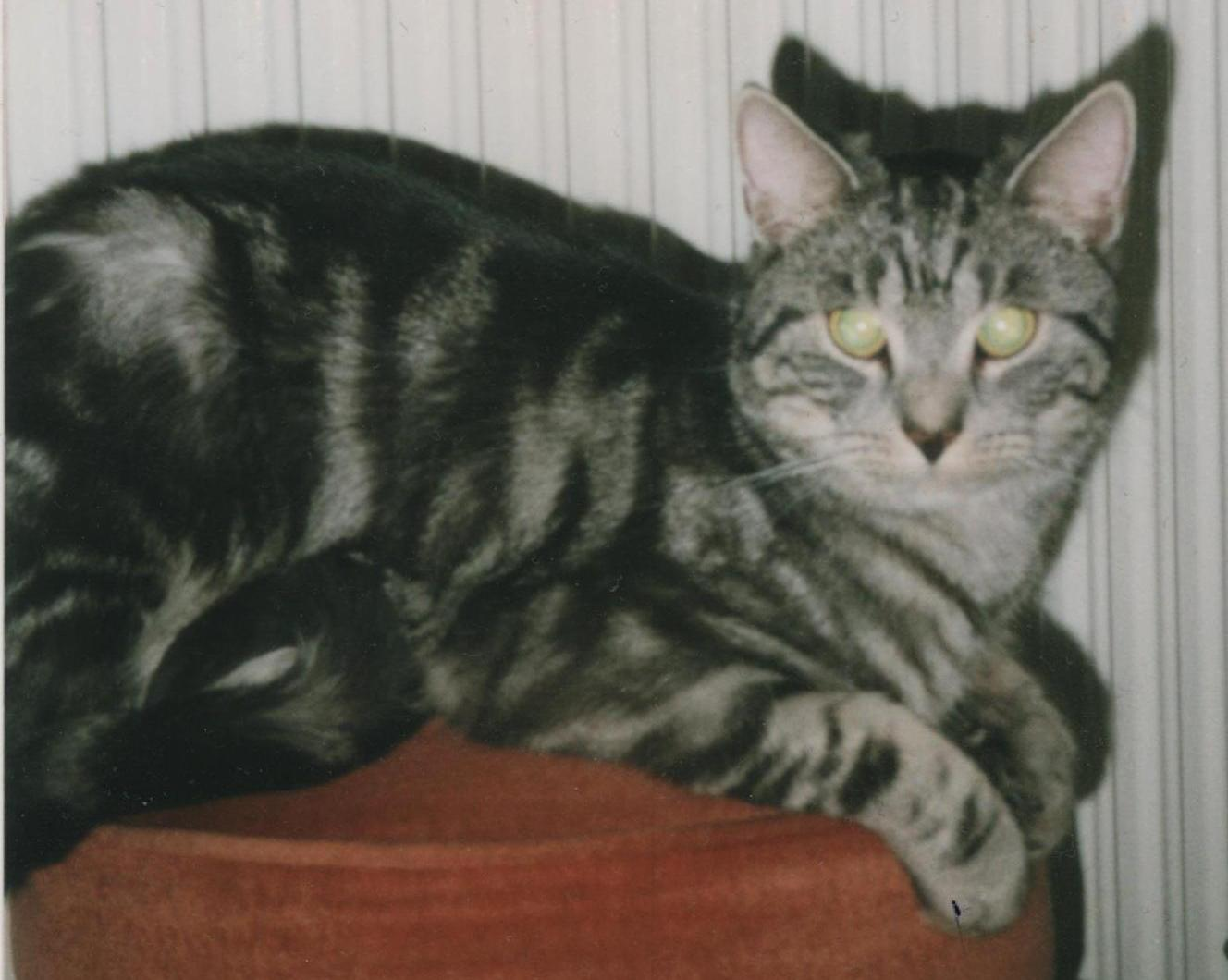
Europäisch-Kurzhaar Silber-Tabby

Die getigerte Zeichnung (englisch Mackerel) entspricht dem Wildtyp. Die Katze hat einen dunklen Aalstrich entlang der Wirbelsäule und schmale dunkle Streifen, die seitlich den Körper hinab laufen. Schwanz und Beine sind geringelt.

### Gestromt

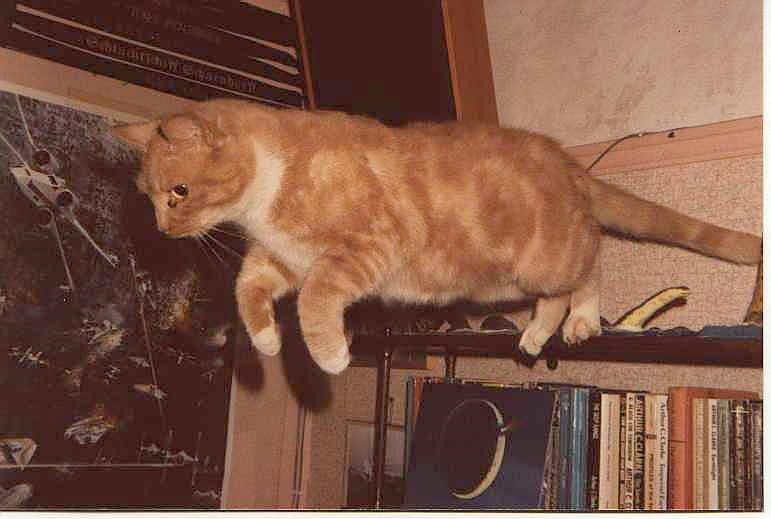
Gestromte Katze mit weiß

Die gestromte Zeichnung (englisch Classic oder Blotched) ist eine Mutation der getigerten Zeichnung. Die dunklen Streifen sind verbreitert und auf den Schultern befindet sich eine Schmetterlingszeichnung. Auf der Mitte der Flanken befindet sich jeweils ein dunkler Fleck.
Bauern in Europa haben gestromte Katzen bevorzugt, weil sie dann sicher sein konnten, dass es sich nicht um schwer zu haltende Wildkatzen handelte. Deshalb sind europäische Hauskatzen sehr häufig gestromt.

### Getupft
Bei der getupften Zeichnung (englisch spotted) sind die Tigerstreifen in Punkte aufgelöst.

### Getickt

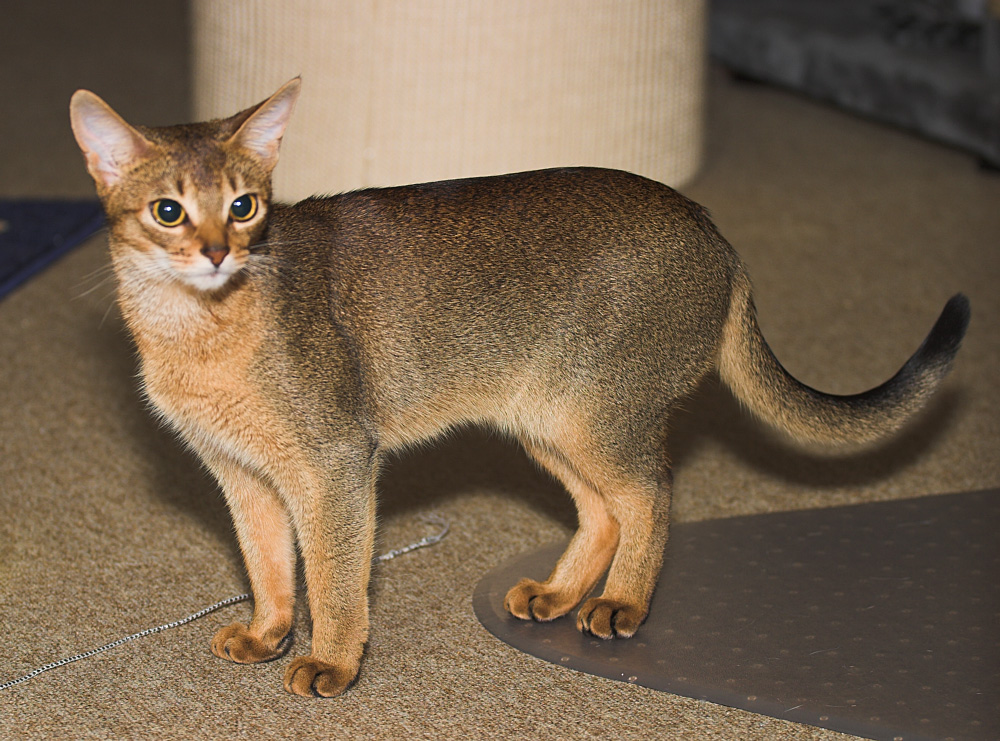
Getickte Katze (Abessinierkatze wildfarben)

Die getickte Zeichnung (auch als Agouti bezeichnet) ist charakteristisch für einige Katzenrassen wie die Abessinierkatze, die Ceylon-Katze und die Singapura. Jedes Haar der Katze ist mehrfach hell und dunkel gebändert, wodurch das Muster völlig aufgelöst wird und die Katze einfarbig erscheint.

## Weitere Muster

### Afrikanisches Tabby
Dieses Muster ist von der Sokoke-Katze bekannt und ist eine Abwandlung der gestromten Zeichnung.

### Rosettenmuster

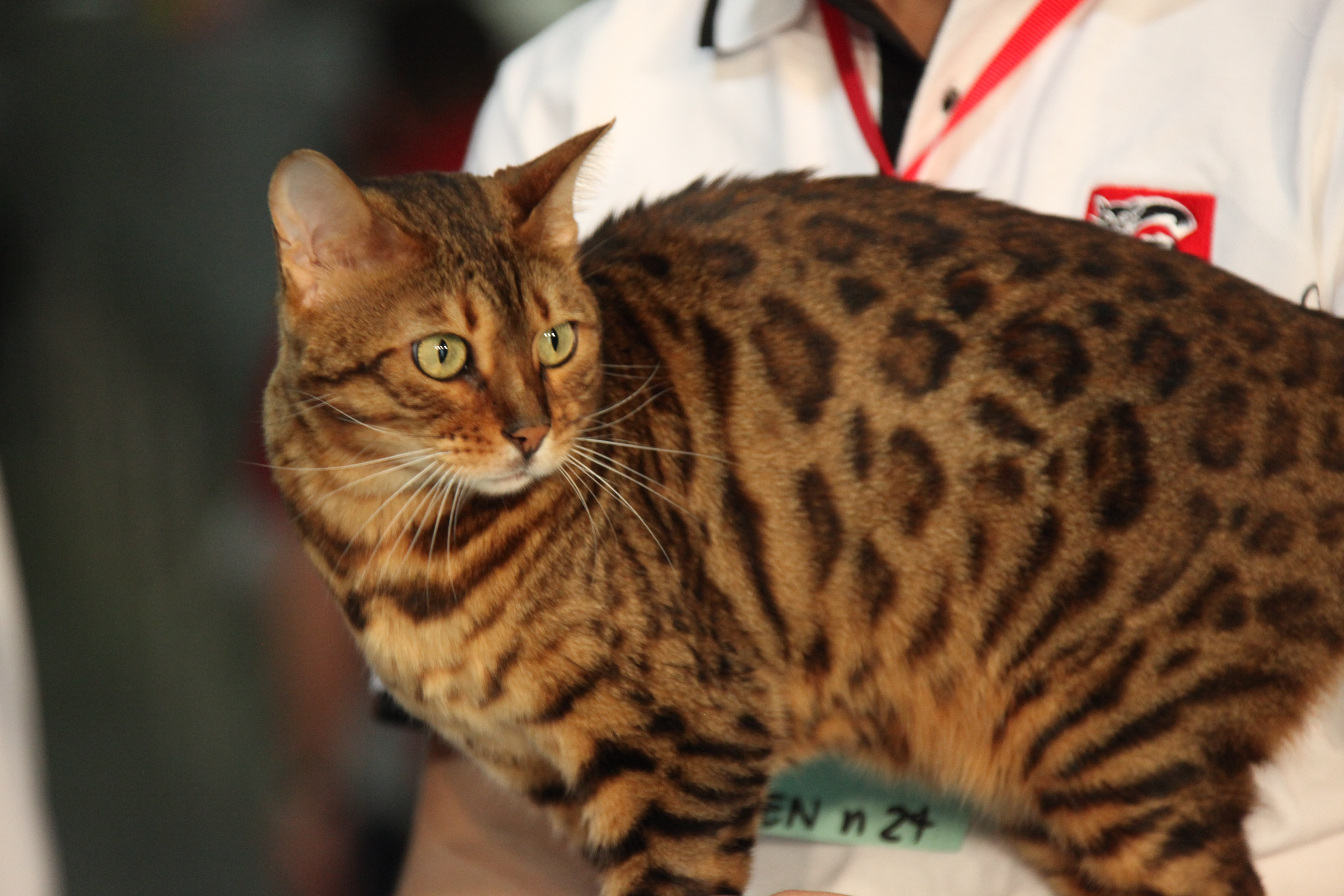
Rosettenmuster (Bengal-Katze)

Das Rosettenmuster ist durch Kreuzung mit der asiatischen Bengalkatze auf Hauskatzen übertragen worden. Die ringförmigen Flecken mit hellem Inneren erinnern an die Fellzeichnung des Leoparden.

## Genetische Grundlagen
Auch das für die Zeichnung verantwortliche Gen wird als Tabby bezeichnet. Verschiedene Gene, darunter das Non-Agouti-Allel des Agouti-Gens (a) und das Gen für Weißfärbung (W), verdecken das Tabby-Muster.
Nach neueren genetischen Forschungen sind mindestens 3 Gene an der Ausbildung der Tabbyzeichnung beteiligt:
- Der Ticked-Locus (Ti) liegt auf dem Katzenchromosom B1.[1] Das Gen ist unvollständig dominant, bei Mischerbigkeit weist die Katze noch eine Ringzeichnung an den Beinen und am Schwanz auf.
- Der Tabby-Locus liegt auf dem Katzenchromosom A1.[1] Der Tabby-Locus ist verantwortlich für Tigerstreifen oder Stromung, wobei das gestreifte Muster dominant ist. Ein älteres Ergebnis,[2] das den „Tabby-Locus“ auf B1 verortet, hat den Tabby-Locus mit dem Ticked-Locus identifiziert.
- Für das Tupfenmuster bei der Ägyptischen Mau ist ein dritter Genort verantwortlich. Das Gen ist unvollständig dominant, bei Mischerbigkeit zeigen die Katzen ein Muster mit unterbrochenen Streifen oder verformten Tupfen.

Jede Katze hat ein Gen für eines dieser Tabby-Muster, auch wenn sie einfarbig erscheint. Verschiedene Gene, darunter das Non-Agouti-Allel des Agouti-Gens (a) und das Gen für Weißfärbung (W), maskieren das Tabby-Muster. Jungtiere weisen oft noch eine Geisterzeichnung im einfarbigen Fell auf, die bei erwachsenen Katzen dann verschwindet. Andererseits wird bei roten Katzen, die das Non-Agouti-Allel reinerbig tragen, die also zeichnungsfrei sein müssten, dessen Wirkung vermindert, so dass trotzdem eine Zeichnung sichtbar ist.
Laut einer im September 2016 präsentierten Untersuchung an historischer Katzen-DNS trat die für das gestromte Tabbymuster verantwortliche Mutation nicht vor dem Mittelalter auf.